# Aíla
Aíla de Nazaré Campos Magalhães da Costa (Belém, 11 de novembro de 1988) é uma cantora, compositora, curadora e empresária brasileira. Nascida no bairro da Terra Firme, no município de Belém (Pará).

## Biografia
Aíla nasceu no bairro da Terra Firme, na periferia de Belém, e iniciou sua carreira como cantora na Paróquia São José de Queluz, onde participava da banda oficial da Igreja. Já chamava a atenção pela simpatia e timbre peculiar.
Na infância, estudou Musicalização e Teoria Musical na Escola de Música da UFPA, também influenciada pelo avô, Alexandre Magalhães, compositor e multi-instrumentista, residente no município paraense de Conceição do Araguaia. Na adolescência, venceu festivais escolares interpretando composições próprias.
Aíla formou-se em Secretariado Trilíngue na Universidade do Estado do Pará almejando a diplomacia. A paixão pela música falou mais alto, e durante a formação acadêmica já lançou-se profissionalmente como cantora, cantando em bares e restaurantes pela noite de Belém.

### Carreira
Em 2008, a jovem iniciou sua carreira musical, tornando-se uma das representantes da nova música produzida no estado brasileiro do Pará, e circulou por vários Festivais competitivos pela Região Norte, onde conquistou prêmios de "Melhor Intérprete" e se destacou no cenário amazônico.
Em 2012, lançou o primeiro trabalho, o álbum denominado "Trelêlê", o nome faz uma referência ao tremor que o jambú causa na boca das pessoas. O disco teve produção musical de Felipe Cordeiro, e uma ótima repercussão nacional, misturando o tradicionalismo regional com a modernidade, além de ter os videoclipes de estreia exibidos em canais como Multishow e MTV Brasil. Este contou com a participação das cantoras Dona Onete e Gaby Amarantos.
Em sua primeira Turnê, Aíla circulou por diversos festivais brasileiros, como Quebramar (AP), Conexão (PA), Contato (SP), Feira da Música (CE), SIM São Paulo e Levada Oi Futuro (RJ), que destaca os novos nomes da música brasileira.
Em 2013, foi artista convidada do Prêmio da Música Brasileira, e dividiu o palco com grandes ícones da música nacional, como João Bosco, Zélia Duncan e Adriana Calcanhotto.
Em 2016, lançou o segundo álbum da carreira, denominado “Em Cada Verso Um Contra Ataque”, via edital Natura Musical, com produção de Lucas Santtana, com estilo pop e temática "artivista", o disco aborda temas como questões de gênero, racismo e assédio sexual. Com dois discos lançados, e mais de 1 milhão de plays nas plataformas de streaming, a turnê deste segundo trabalho circulou grandes palcos pelo Brasil, como Coala Festival,Circo Voador e Teatro Oficina. Este album rendeu indicações a prêmios importantes também, como melhor videoclipe da música “Lesbigay” no WME Awards.
Paralelo a sua carreira na música, Aíla é idealizadora e curadora de Festivais pioneiros na Região Norte do país, como o Festival MANA, que nasceu em 2017 e debate o protagonismo das mulheres no mercado da música. Estes projetos especiais e toda a gestão da sua carreira é feita pela 11:11 ARTE, sua própria empresa, uma produtora em parceria com a artista visual Roberta Carvalho.
Assim que a pandemia chegou, Aíla imergiu no universo das lives e foi convidada para participar do Dia Nacional da Visibilidade Lésbica promovida pelo Museu da Diversidade Sexual com uma live show no projeto #CulturaEmCasa. Neste mesmo ano, participou de lives para o projeto Casa Natura Musical. E também esteve presente em uma importante publicação para a Revista Vogue, publicação especializada em moda e comportamento, juntamente com as cantoras Keila Gentil e Luísa Nascim (os Alquimistas), para falar da conexão Norte-Nordeste e do gênero musical brega no contexto da música pop. Neste mesmo ano lançou o single "Amor e Sacanagem", um feat com a cantora potiguar Luísa Nascim, da banda Luísa e Os Alquimistas.

## Discografia
- 2012 - álbum Trelêlê[18]
- 2016 - álbum Em Cada Verso Um Contra-Ataque
- 2019 - Single "Treme Terra"
- 2019 - Single "Treme Terra remix" feat. Will Love
- 2020 - Single "Amor e Sacanagem" feat. Luísa Nascim

## Premiações e Editais
- Edital Natura Musical 2014/2015, Projeto AÍLA - 2º CD e Turnê Nacional, Lei Semear Pará (2014);
- Edital Conexão VIVO 2012, Projeto 1º CD AÍLA: “Trelêlê”, Lei Semear Pará (2011);
- Edital de Intercâmbio e Difusão Cultural, MINC/2011;
- Edital Microprojetos Mais Cultura Territórios de Paz, Projeto “Mão à Arte”, FUNARTE (2011);
- Edital Microprojetos Mais Cultura Amazônia Legal, Projeto “À Margem do Som”, FUNARTE (2010);
- “Prêmio Cantora Revelação 2008”, 25º Baile dos Artistas, Belém (2009);
- “Melhor Intérprete”, Festival de Música Popular Paraense, Belém (2009);[3][4]
- “Melhor Intérprete”, Festival de Música do Pará, Belém (2008).[3][4]